# Corinna rubripes
Corinna rubripes är en spindelart som beskrevs av Carl Ludwig Koch 1841. Corinna rubripes ingår i släktet Corinna och familjen flinkspindlar. Inga underarter finns listade i Catalogue of Life.